# Canton de Nantes-11
Le canton de Nantes-11 est une ancienne circonscription électorale française, située dans le département de la Loire-Atlantique (région Pays de la Loire).

## Géographie
Le canton de Nantes-11 était constitué d'une partie de la commune de Nantes.

## Histoire
Le canton a été créé en 1985, en scindant en deux le canton de Nantes-5. Il englobait l'ouest de l'actuel quartier Dervallières - Zola.
| Période | Période          | Identité          | Étiquette | Qualité |
| ------- | ---------------- | ----------------- | --------- | --- |
| 1985    | 2011             | Patrick Mareschal | PS        | Adjoint au maire de Nantes (1977-1983) 1er adjoint au maire de Nantes (1989-2001) Président du conseil général de la Loire-Atlantique (2004-2011) |
| 2011    | 2014 (démission) | Johanna Rolland   | PS        | 10e adjointe au maire de Nantes (2008-2012) 1re adjointe au maire de Nantes (depuis 2012), Maire de Nantes depuis 2014                            |
| 2014    | 2015             | Ali Rebouh        | DVG       | 8e adjoint au maire de Nantes depuis 2014 Elu en 2015 dans le Canton de Nantes-5                                                                  |

En 2015, le canton est dissout et de nouveau réintégré au canton de Nantes-5.

## Composition
Le canton de Nantes 11e Canton se composait d’une fraction de la commune de Nantes. Il compte 18 100 habitants (population municipale) au 1er janvier 2012.
| Nom                | Code Insee | Intercommunalité | Population (dernière pop. légale)                |
| ------------------ | ---------- | ---------------- | ------------------------------------------------ |
| Nantes (chef-lieu) | 44109      | Nantes Métropole | Fraction : 18 100(2012) Commune : 298 029 (2014) |

## Démographie
| 1990   | 1999   | 2006   | 2011   | 2012   |
| ------ | ------ | ------ | ------ | ------ |
| 19 347 | 18 251 | 17 885 | 17 665 | 18 100 |